# Minarti Timur
Minarti Timur (född 24 mars 1968 i Surabaya) är en indonesisk idrottare som tog silver i badminton tillsammans med Tri Kusharyanto vid olympiska sommarspelen 2000 i Sydney.